# Léonie Aviat
Léonie Aviat, in religione suor Francesca di Sales (Sézanne, 16 settembre 1844 – Perugia, 10 gennaio 1914), fu una religiosa francese, fondatrice della congregazione delle Suore Oblate di San Francesco di Sales: è stata proclamata santa da papa Giovanni Paolo II nel 2001.

## Biografia
Nata da un'agiata famiglia in una cittadina della Champagne, venne educata presso il monastero delle Visitandine di Troyes, di cui all'epoca era superiora madre Marie de Sales Chappuis e direttore spirituale padre Louis Brisson: conclusa la sua formazione manifestò l'intenzione di restare in monastero entrando nell'Ordine della Visitazione, ma i suoi superiori la indirizzarono verso l'"Opera San Francesco di Sales".
L'Opera, una sorta di casa-famiglia, era stata creata da madre Chappuis e padre Brisson per assistere materialmente e spiritualmente le giovani operaie che lavoravano a Troyes, all'epoca centro tessile notevole: per gestirla, i fondatori avevano pensato di istituire una nuova congregazione femminile, improntata a quella stessa spiritualità salesiana che improntava l'Ordine della Visitazione, ed avevano scelto per organizzarla proprio la Aviat.
Léonie Aviat entrò nell'Opera il 18 aprile 1866, ed il 30 ottobre del 1868 divenne religiosa adottando il nome di "suor Francesca di Sales". L'11 ottobre 1871 emise, con le sue compagne, i voti perpetui, dando ufficialmente vita alla congregazione delle Suore Oblate di San Francesco di Sales. Madre Aviat ne fu la prima superiora generale. Le Oblate aprirono pensionati e scuole in numerose parrocchie e presto iniziarono a dedicarsi alle missioni.
Nel 1903, a causa dell'anticlericalismo che aveva permeato le istituzioni francesi, si trasferì a Perugia e vi spostò la casa madre dell'istituto: si spense nella città italiana nel 1914.

## Il culto
Riconosciutane l'eroicità delle virtù, papa Pio XII le ha conferito il titolo di Venerabile il 9 aprile del 1957: Giovanni Paolo II l'ha proclamata beata il 27 settembre 1992 ed ha poi presieduto alla sua cerimonia di canonizzazione, avvenuta il 25 novembre del 2001 nella Basilica di San Pietro a Roma.
Il Martirologio Romano indica per la sua memoria la data del 10 gennaio.